# Liste des espèces de plantes inscrites à l'Annexe III de la CITES
La liste suivante recense les espèces de plantes inscrites à l'Annexe III de la CITES. 
Sauf mention contraire, l'inscription à l'Annexe d'une espèce inclut l'ensemble de ses sous-espèces et de ses populations.

## Liste[1]
- Famille des Fagaceae :
  - Quercus mongolica

- Famille des Gnetaceae :
  - Gnetum montanum

- Famille des Fabaceae :
  - Dipteryx oleifera

- Famille des Magnoliaceae :
  - Magnolia liliifera var. obovata

- Famille des Oleaceae :
  - Fraxinus mandshurica

- Famille des Arecaceae :
  - Lodoicea maldivica

- Famille des Papaveraceae :
  - Meconopsis regia

- Famille des Pinaceae :
  - Pinus koraiensis

- Famille des Podocarpaceae :
  - Podocarpus neriifolius

- Famille des Tetracentraceae :
  - Tetracentron sinense